# Pitons du Carbet
Pitons du Carbet – pasmo górskie pochodzenia wulkanicznego na karaibskiej wyspie Martynika. Pasmo ciągnie się na przestrzeni 80 kilometrów w północno-centralnej części wyspy. Zbocza gór porośnięte są bujną roślinnością tropikalną. Poprowadzono tędy kilka szlaków turystycznych. Przez góry przebiega też szosa łącząca miasta Fort-de-France i Morne-Rouge.
Do najwyższych szczytów Pitons du Carbet zaliczają się:
- Piton Lacroix, zwany też Morne Pavillon (1196 m)
- Morne Piquet (1160 m)
- Piton Dumauzé (1109 m)
- Piton de l'Alma (1105 m)
- Piton Boucher (1070 m)

Szczyty te zaliczają się do najwyższych na wyspie, do pasma nie należy jednak najwyższa góra Martyniki Montagne Pelée.